# Осада Салоник (904)
Осада Салоник — осада и разграбление в 904 году византийского города Фессалоники абассидскими войсками под командованием Льва Триполийского.

## Предыстория
В 904 г. Фессалоники были крупным городом Византийской империи, уступая в размере лишь столичному Константинополю. После ослабления централизованной власти из-за четвёртой фитны и анархии в Самарре многие области обширного Аббасидского халифата начали выходить из-под контроля халифа и, все ещё поддерживая религиозную веру на словах, действовали независимо в военных и государственных делах. Внимание этих преимущественно автономных мусульманских династий впоследствии было обращено на Средиземное море. В 860 году они попытались восстановить господство над Средиземным морем и построили военно-морские базы в Триполи и Тарсе. В 898 году бывший маула аль-Муваффака, евнух и адмирал Рагиб решительно разгромил византийский флот и увел в плен 3 тыс. византийских моряков морской фемы Кивирреоты. Это морское сражение оказалось поворотным моментом, поскольку оно открыло Эгейское море для набегов мусульманского флота.

## Сражение и осада
Разграбление Фессалоники в 904 году флотом Аббасидского халифата было одним из самых страшных бедствий, постигших Византию во время правления Льва VI и в X в. Мусульманский флот из 54 кораблей под предводительством недавно принявшего ислам ренегата Льва Триполийского отплыл из Сирии, первоначальной целью имея Константинополь. Мусульман удержали от нападения на Константинополь, и вместо этого они повернули к Фессалонике, что совершенно удивило византийцев, чей флот не смог вовремя отреагировать. Старая традиция, рассказанная Иоанном, гласит, что часть обращённая к морю городской стены была низкой и совершенно не приспособленной для отражения любой военной угрозы. С этой стороны город в течение многих лет был совершенно не окружен стенами, и только когда персидский царь Ксеркс воевал в Греции, тогдашний правитель города спешно возвёл там импровизированное укрепление. С тех пор и до времени разграбления города мусульманами это укрепление оставалось неизменным, поскольку никогда не предполагалось, что кому-либо придёт в голову нанести ущерб с этой стороны..
Когда сообщение императора о будущем нападении мусульман дошла до жителей Фессалоники, город охватила паника. Посланника императора протоспафарий Петронас посоветовал им не сосредотачивать свои усилия на ремонте стен. Согласно Иоанну Каминиату, тот разработал альтернативную стратегию: зная, что ремонт стен не поможет из-за недостатка времени, Петронас спроектировал подводное ограждение, которое защитило бы город, не подпуская корабли к стенам. В 1777 г. французский аббат Белле в своем исследовании истории и памятников города Фессалоники писал: «Существует великое множество надписей, хотя множество их было брошено в море, чтобы помешать флоту сарацин от высадки в городе, который они разграбили в начале десятого века».
Однако, прежде чем ограда была завершена, прибыл ещё один посланник императора, чтобы взять на себя ответственность за благополучие города и ускорить отзыв Петронаса. Это был Лео Хитцилакес, назначенный стратегом региона и ответственный за военные операции. Он решил временно приостановить работы по подводному ограждению и завершить возведение стены. Лев VI для замены Хитцилакеса послал стратига Никиту, который должен был взять на себя командование городом. Несмотря на устрашающую репутацию военачальника, он смог лишь незначительно улучшить шансы города на оборону. Мольбы о помощи к окраинам и вассалам в значительной степени игнорировались, а ремонтные работы на стене оказались недостаточными. 29 июля появились налётчики Аббасидов и после продолжавшейся менее четырёх дней осады штурмом взяли обращённые к морю стены, сломили сопротивление горожан и взяли город (31 июля).

## Последствия
Разграбление продолжалось целую неделю, прежде чем арабы вернулись в Левант, освободив 4 тыс. пленных единоверцев и захватив 60 кораблей, получив большое количество добычи и 22 тыс. пленных (в основном молодых людей), и уничтожив 60 византийских кораблей. Аль-Табари сообщает об убийстве 5 тыс. византийцев и о том, что каждый арабский воин получил 1 тыс. динаров добычи. Святой Илия Младший посетил Фессалонику после разграбления и описал город как состоявщий[уточнить] из полнейших страданий. Экспедиция вернулась в Триполи, а пленники были отправлены в Тарс. Большинство пленников, в том числе Иоанн Каминиат, были выкуплены империей и обменены на мусульманских пленников.
Византийский рейд под предводительством генерала Андроника Дуки в районе Германики в конце 904 г. был предпринят, чтобы отомстить за разграбление Фессалоники. Арабы Тарса потерпели поражение, и произошёл обмен пленными.
Лев Триполийский снова пытался выступить против Византии в 907 и 912 годах, но оба раза был побеждён.

## Расхождения в источниках
Существует два основных источника:
- Иоанн Каминиат,
- мусульманский историк ат-Табари.

Несмотря на краткие упоминания об этом событии в других местах (в основном от священнослужителей) в годы после разграбления, исторических свидетельств этого события найдено мало. В сочетании с тем фактом, что ат-Табари утверждает, что Лев Триполи разграбил Атталию, а не Фессалонику, побудил некоторых ученых утверждать, что разграбления Фессалоники никогда не было. Другие утверждают, что это результат объединения нескольких историй, в то время как другие спорят об историчности Иоанна Каминиата.
Существуют следующие проблемы с хроникой Каминиата:
- Противоречие с Табари, по которому атаке подверглась Атталия.

- Стиль не соответствует историческому жанру его современников.

- Представленные даты не совпадают с арабскими летописями.

- Дано очень мало исторических фактов, которые можно подтвердить другими источниками.

- Очень мало византийских источников упоминают или ссылаются на Каминиата. На самом деле только один делает это мимоходом.

- Используемый язык напоминает греческий язык XV в. и вызывает вопросы, существовал ли автор во время описываемых событий.

Несмотря на это, большинство учёных согласны с реальностью осады и указанными автором датами.